# 清河门站
清河门站，位于中华人民共和国辽宁省阜新市清河门区，是新义铁路上的火车站，建于1937年，由沈阳铁路局管辖。

## 車站周邊
- 清河门客运站
- 阜新银行清河门支行
- 中国工商银行清河门支行营业部
- 中国农业银行新镇分理处
- 中国邮政储蓄银行清河门邮政储蓄所
- 清河门区人民政府
- 清河门区人民检察院
- 清河门区人事劳动社会保障局
- 清河门区医院
- 阜新市第十中学

## 歷史
- 建于1937年。